# Palín (Eslováquia)
Palín é um município da Eslováquia, situado no distrito de Michalovce, na região de Košice. Tem 11,11 km² de área e sua população em 2018 foi estimada em 897 habitantes.

## Demografia
| Ano:        | 1994 | 2004    | 2014   | 2024   |
| ----------- | ---- | ------- | ------ | ------ |
| Broj ljudi: | 808  | 894     | 916    | 872    |
| Razlika:    |      | +10,64% | +2,46% | -4,80% |

| Ano:               | 2023 | 2024   |
| ------------------ | ---- | ------ |
| Número de pessoas: | 869  | 872    |
| Diferença:         |      | +0,34% |